# Scuola Superiore Sant’Anna

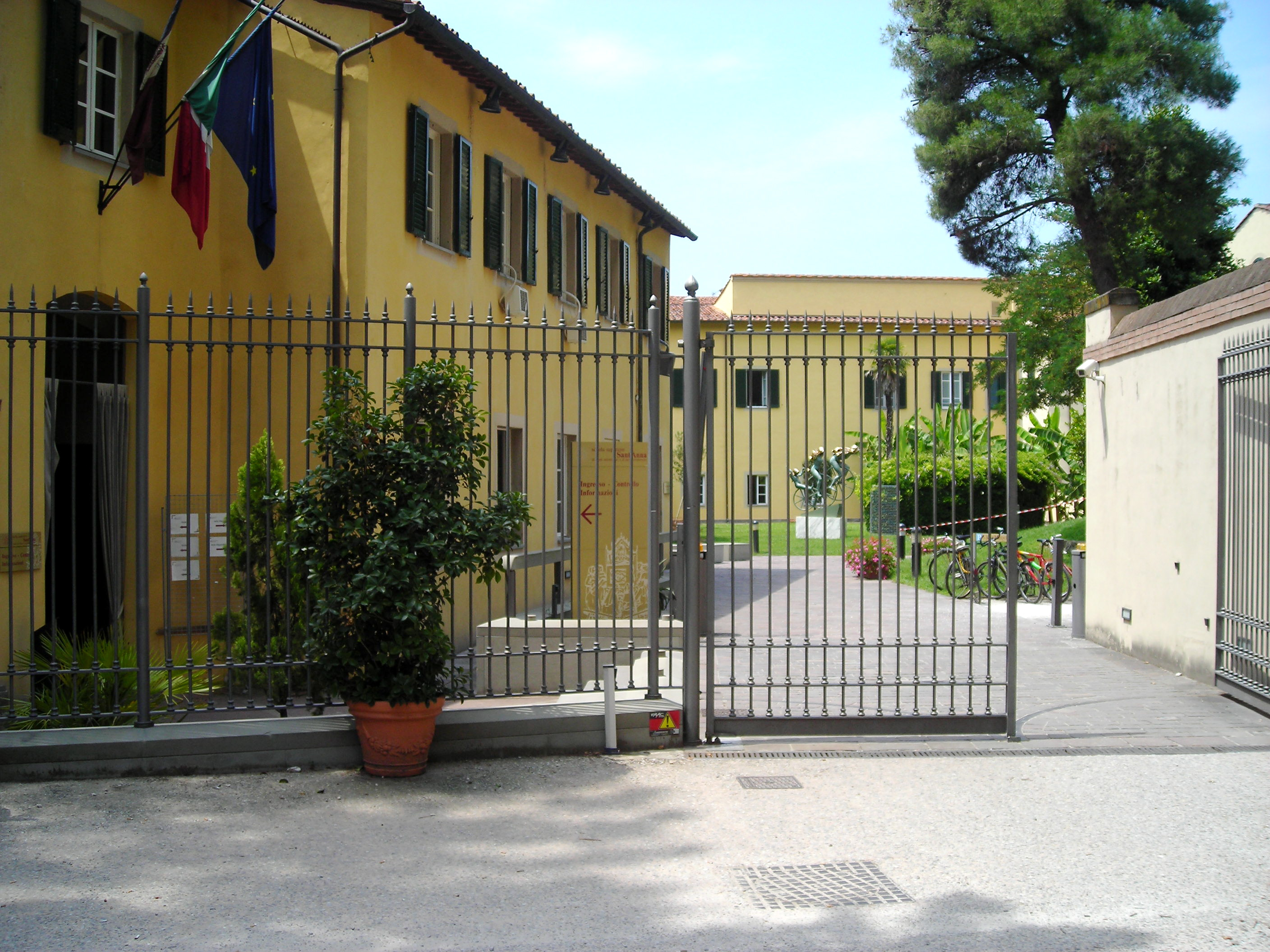
Scuola Superiore Sant’Anna, Haupteingang (2010)

Die Scuola superiore di studi universitari e di perfezionamento Sant'Anna ist eine Elite-Hochschule in Pisa, Italien. Sie gilt als eine der renommiertesten Hochschulen Italiens und zeichnet sich durch exzellente Forschung, eine strenge Auswahl der Studierenden sowie starke internationale Kooperationen aus. Ihre Qualität spiegelt sich in hohen Platzierungen in internationalen Rankings und einer intensiven Förderung von Innovation und Interdisziplinarität wider.
Die Universität befindet sich im historischen Zentrum von Pisa an der Piazza Martiri della Libertà.

## Ursprung
Die ersten Schulen, welche man als den Ursprung der Scuola Superiore Sant’Anna ansehen könnte, sind das Ferdinando College, das Puteano College und die Boarding School for the Education of Young Women. Nach mehrfachen Zusammenschlüssen und Umbenennungen entstand 1987 die Sant’Anna School of Advanced Studies. Durch das Gesetz Nummer 41 wurde aus der einstigen Klosterschule am 14. Februar 1987 eine eigenständige Universität.

## Aufnahme
Einige Gastprofessoren stammen von Yale und Columbia. Pro Jahr werden nur 44 Schüler aufgenommen. Nach Abschluss eines dem deutschen Abitur entsprechendem Schulabschlusses kann man sich für ein Studium an der Scuola Superiore Sant’Anna bewerben. Zum Auswahlverfahren gehören ein Examen der jeweiligen Fachrichtung (gleiche Prüfung für Gesellschaftswissenschaften und unterschiedliche für angewandte Wissenschaften) und ein „Bewerbungsgespräch“, beides auf Italienisch. Die Auswahl wird von einem Komitee getroffen.
Die Scuola bietet außerdem vollständig finanzierte, interdisziplinäre PhD-Programme mit starker internationaler Ausrichtung an. Schwerpunkte liegen unter anderem in BioRobotik, Digitaltechnologien, Gesundheitswissenschaften, Ökonomie und Recht. Die Programme zeichnen sich durch exzellente Forschung, obligatorische Auslandsaufenthalte und enge Anbindung an führende internationale Institutionen aus.

## Fachrichtungen
Die oberste Unterteilung ist in Gesellschaftswissenschaften und angewandte Wissenschaften. Beide sind wiederum in jeweils drei Fachrichtungen unterteilt.
- Gesellschaftswissenschaften:
  - Politik (6)
  - Wirtschaft (6)
  - Jura (6)
- Gesellschaftswissenschaften + (7) (entscheidet sich nach Examen + Gespräch)
- Angewandte Wissenschaft:
  - Agrarwirtschaft (4)
  - Medizin (10)
  - Industrieller- und Ingenieur für Informatik (11)

Zahl in Klammern bedeutet Anzahl der pro Jahr aufgenommenen Schüler.

## Spezielles
Die Scuola Superiore ist ein Internat, was bedeutet, dass Verpflegung und Unterhalt für Bachelor- und Masterstudierende gewährleistet sind. Des Weiteren erhält man ein Lehrgeld. Aufgrund der Reputation der Hochschule haben Absolventen gute Aussichten auf dem Arbeitsmarkt.
PhD Kandidaten erhalten ein monatliches Stipendium, was die Lebenskosten außerhalb der Scuola abdeckt.

## Berühmte Absolventen
- Giuliano Amato, Verfassungsrechtler, ehemaliger Ministerpräsident Italiens, amtierender Richter des italienischen Verfassungsgerichts
- Maria Chiara Carrozza, Bio-Ingenieurin, ehemalige Bildungs- und Forschungsministerin Italiens
- Antonio Cassese, Völkerrechtler
- Sabino Cassese, Verwaltungsrechtler, ehemaliger Richter des italienischen Verfassungsgerichts
- Enrico Letta, ehemaliger Ministerpräsident Italiens
- Antonio Maccanico, hoher Beamter und Politiker
- Lamberto Maffei, Neurobiologe, Präsident der Accademia Nazionale dei Lincei
- Paolo Emilio Taviani, Minister, Senator auf Lebenszeit
- Tiziano Terzani, Journalist und Schriftsteller
- Luca Desiata, Manager und Gründer Hebdomada Aenigmatum (lateinische Kreuzworträtsel)

## Weblink
- santannapisa.it